# Junquera (Puebla de Trives)
Junquera (llamada oficialmente San Pedro de Xunqueira) es una parroquia del municipio español de Puebla de Trives, en la provincia de Orense, Galicia.

## Toponimia
La parroquia también es conocida por el nombre de San Pedro de Junquera.

## Organización territorial
La parroquia está formada por una entidad de población:
- Sas de Junquera (Sas de Xunqueira)

## Demografía
| Gráfica de evolución demográfica de Junquera entre 2000 y 2023 |
|                                                                |
| Datos según el nomenclátor publicado por el INE.               |